# Anopheles tchekedii
Anopheles tchekedii är en tvåvingeart som beskrevs av Meillon och Herbert Sefton Leeson 1940. Anopheles tchekedii ingår i släktet Anopheles och familjen stickmyggor. Inga underarter finns listade i Catalogue of Life.